# Gorelord
Gorelord è il progetto di Frediablo dei Necrophagia nato nel 1999.

## Formazione
- Frediablo - voce, chitarra, basso
- Jehmod - batteria (session man)
- DNA - batteria (session man)

## Discografia

### Album studio
- 2001 - Force Fed On Human Flesh
- 2002 - Zombie Suicide: Part 666
- 2006 - Norwegian Chainsaw Massacre

### Altro
- 1999 - The House Of Unholy Terror (Demo)
- 2001 - Creature Feature (Split EP)
- 2002 - Creature Feature Vol II (Split EP)
- 2005 - Drunk, Damned & Decayed (DVD)